# Challenge (scautismo)
Nello scautismo il challenge è un evento cui partecipano i ragazzi e le ragazze del noviziato e del clan.
È un incontro incentrato soprattutto su attività fisiche e tecniche dove predomina il senso della sfida con sé stessi attraverso l'avventura e il gioco. In esso si sperimentano le proprie capacità e i propri limiti, si impara ad affrontare difficoltà impreviste, ad essere pronti, a non scoraggiarsi, e ci si prepara al Servizio.

## Caratteristiche
Il Challenge può durare uno o più giorni, anche se normalmente avviene in un fine settimana; vi partecipano Noviziati e Clan appartenenti alla stessa Zona, a volte viene proposto anche a livello regionale. 
I partecipanti, divisi in pattuglie o in semplici squadre, affrontano varie prove di abilità scout, che comprendono quindi: 
- abilità manuali
- abilità espressive
- abilità tecniche come
  - velocità nel montaggio tende
  - conoscenza di nodi e legature
  - conoscenze di tecniche trappeur
  - conoscenza delle tecniche di pronto soccorso
- spiritualità

Ad ogni prova viene assegnato un punteggio in base al risultato e a come è stata svolta, al termine del Challenge la o le pattuglie che hanno totalizzato i punteggi maggiori ricevono premi o riconoscimenti.
I partecipanti, devono cercare di arrivare primi al traguardo dopo aver superato lungo il percorso prefissato alcune prove di varia natura (nodi, pronto soccorso, equipaggiamento, spiritualità, ...).